# Bauhinia variegata
Espèce
Synonymes
- Bauhinia alba Wall.
- Bauhinia candida Aiton
- Bauhinia candida Roxb.
- Bauhinia variegata L. (préféré par UICN)

Statut de conservation UICN

 LC  : Préoccupation mineure
Bauhinia variegata, l'Arbre à fleurs d'orchidées (en hindi: कचनार, en sanskrit: कोविदार), est une espèce de plantes à fleurs de la famille des Fabaceae. C'est un arbre originaire d'Inde, Chine et de Birmanie.

## Biologie
Il se propage par graines à partir de la fin du printemps. Il est cultivé dans un sol normal, bien drainé, ensoleillé et chaud, à l'abri des vents froids. Il faut arroser les plantes jeunes en abondance en été.

## Description
C'est un arbre de taille petite à moyenne pouvant atteindre 15 m de hauteur.
Les feuilles, caduques lors de la saison sèche, sont portées par un pétiole qui mesure de 2,5 à 3,5 cm de long. De forme globalement orbiculaire ou ovale, elles mesurent de 5 à 9 cm de long pour 7 à 11 cm de large. Elles sont bilobées aussi bien à la base qu'à l'apex, l'apex pouvant être fendu sur 1/3 de la longueur de la feuille, et portent entre 9 et 13 nervures primaires.

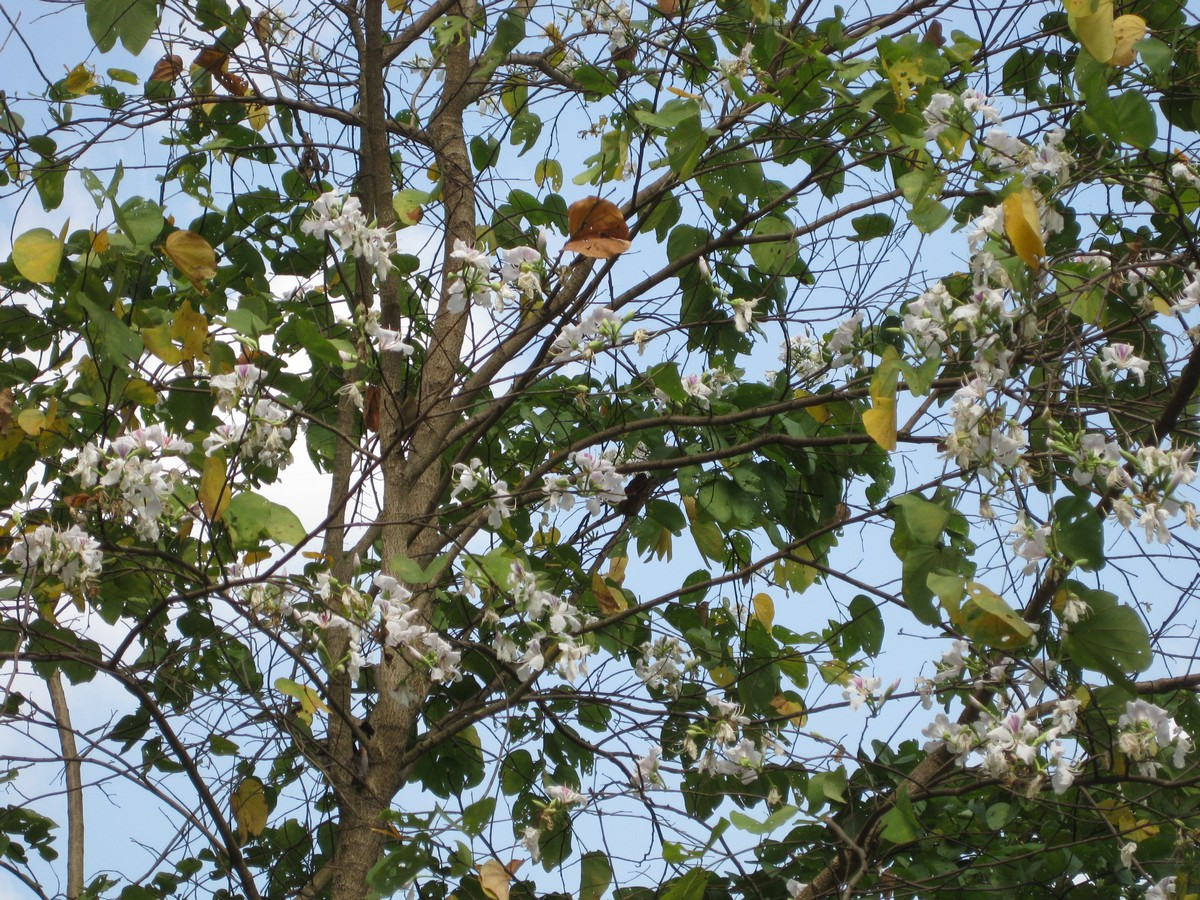
Bauhinia variegata, au Jardin botanique de la reine Sirikit, en Thaïlande.

L'inflorescence est une grappe apparaissant sur les rameaux en position terminale ou axillaire, chaque grappe n'étant composée que d’un petit nombre de fleurs. Ces fleurs sont soit rose vif ou roses, parfois tachées de pourpre (Bauhinia variegata var. variegata), soit blanches (Bauhinia variegata var. candida) de 8 à 12 cm de diamètre[réf. nécessaire]. La fleur présente un calice en deux lobes ressemblant à un spathe. Les cinq pétales de la corolle ont une base très étroite, sont de forme obovale ou oblancéolée et mesurent 4 ou 5 cm de long. L'androcée est composée de 5 étamines fertiles aussi longues que les pétales et de 0 à 5 staminodes plus courts. L'ovaire est porté par un court pédoncule et présente un petit stigmate au bout d'un style de forme incurvée.
Le fruit est une gousse de 15 à 25 cm de long pour 1,5 à 2 cm de large, aplatie et de forme linéaire, aux valves coriaces. Chaque gousse contient de 10 à 15 graines d'environ 1 cm de diamètre.
Chez cette espèce, la formule chromosomique est 2n = 28.

## Répartition et habitat
Cette espèce est native des forêts tropicales du sud-est de l'Asie (sud de la Chine, Cambodge, Laos, Myanmar, Thaïlande, Vietnam) mais est cultivée dans d’autres régions tropicales ou subtropicales.

## Systématique et appellations

### Liste des variétés
Selon Tropicos (6 avril 2014) (Attention liste brute contenant possiblement des synonymes) :
- Bauhinia variegata var. alboflava de Wit
- Bauhinia variegata var. candida (Aiton) Buch.-Ham.
- Bauhinia variegata var. chinensis DC.
- Bauhinia variegata var. variegata L.

### Synonymes
- Bauhinia chinensis Vogel
- Bauhinia decora Uribe (es)
- Bauhinia variegata var. chinensis DC.
- Phanera variegata (L.) Benth.

## Utilisations
Les feuilles tendres et les bourgeons sont mangées en salade.
Pour les bouddhistes, c'est une espèce sacrée, se voyant fréquemment dans leurs images de dévotion.
Il s'agit d'un arbre d'ornement très populaire dans les climats subtropicaux et tropicaux cultivé pour ses fleurs parfumées. Dans l'écozone néotropique, il peut être utilisé pour attirer les colibris - comme Amazilia lactea, Chlorostilbon lucidus ou Leucochloris albicollis - dans les jardins et les parcs.

## Galerie

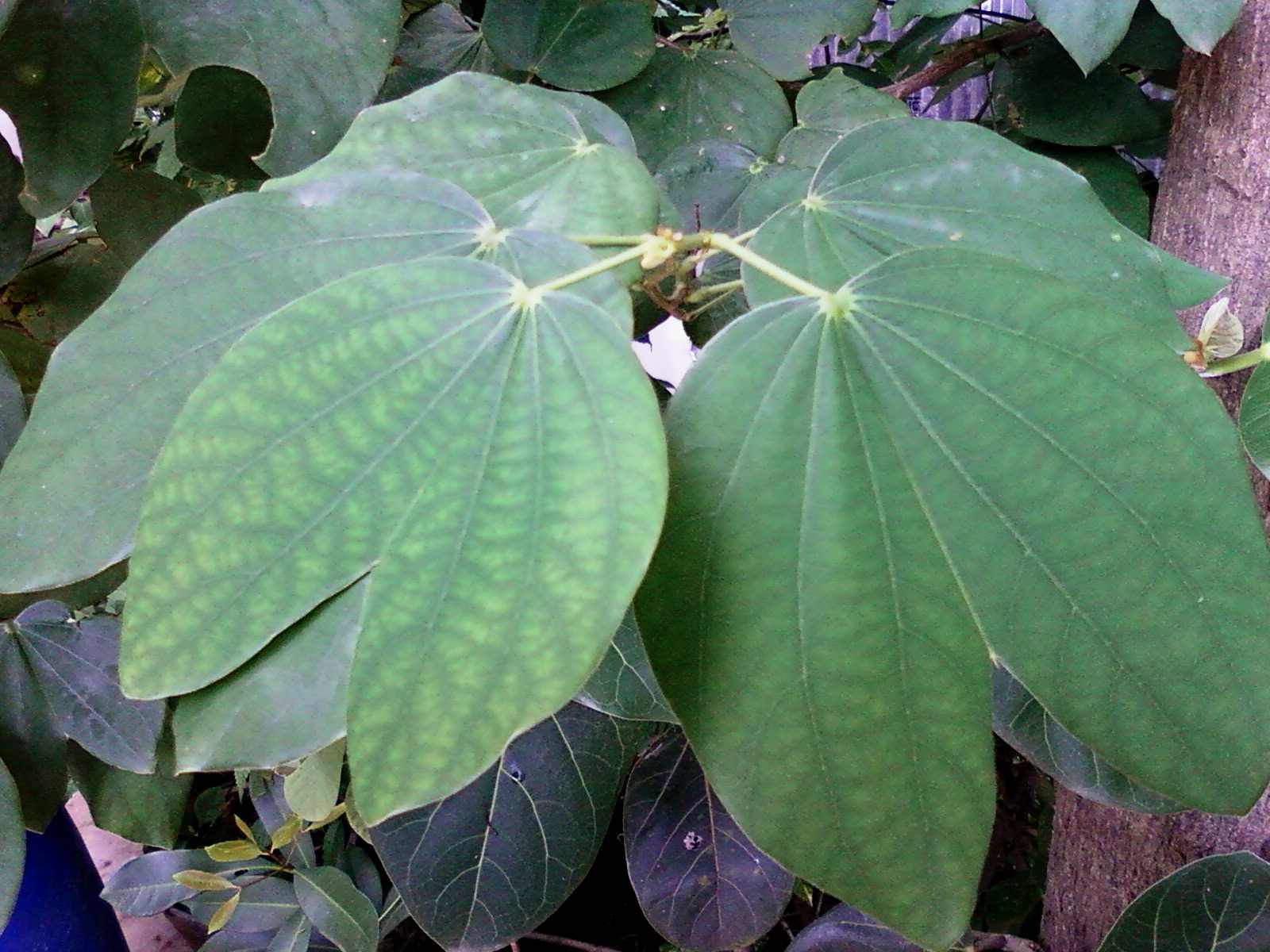
Feuilles bilobées, à 9 nervures primaires
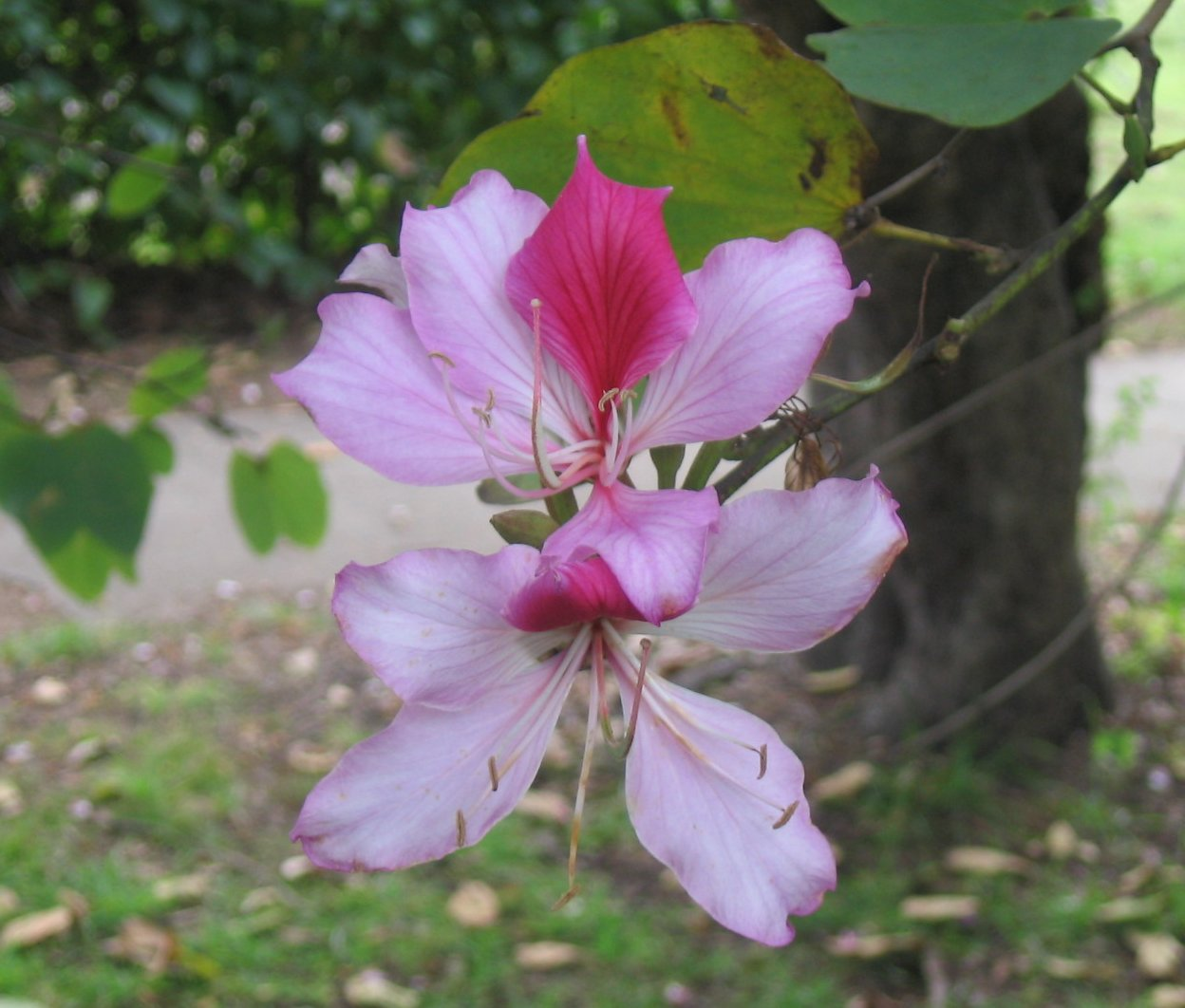
Fleurs
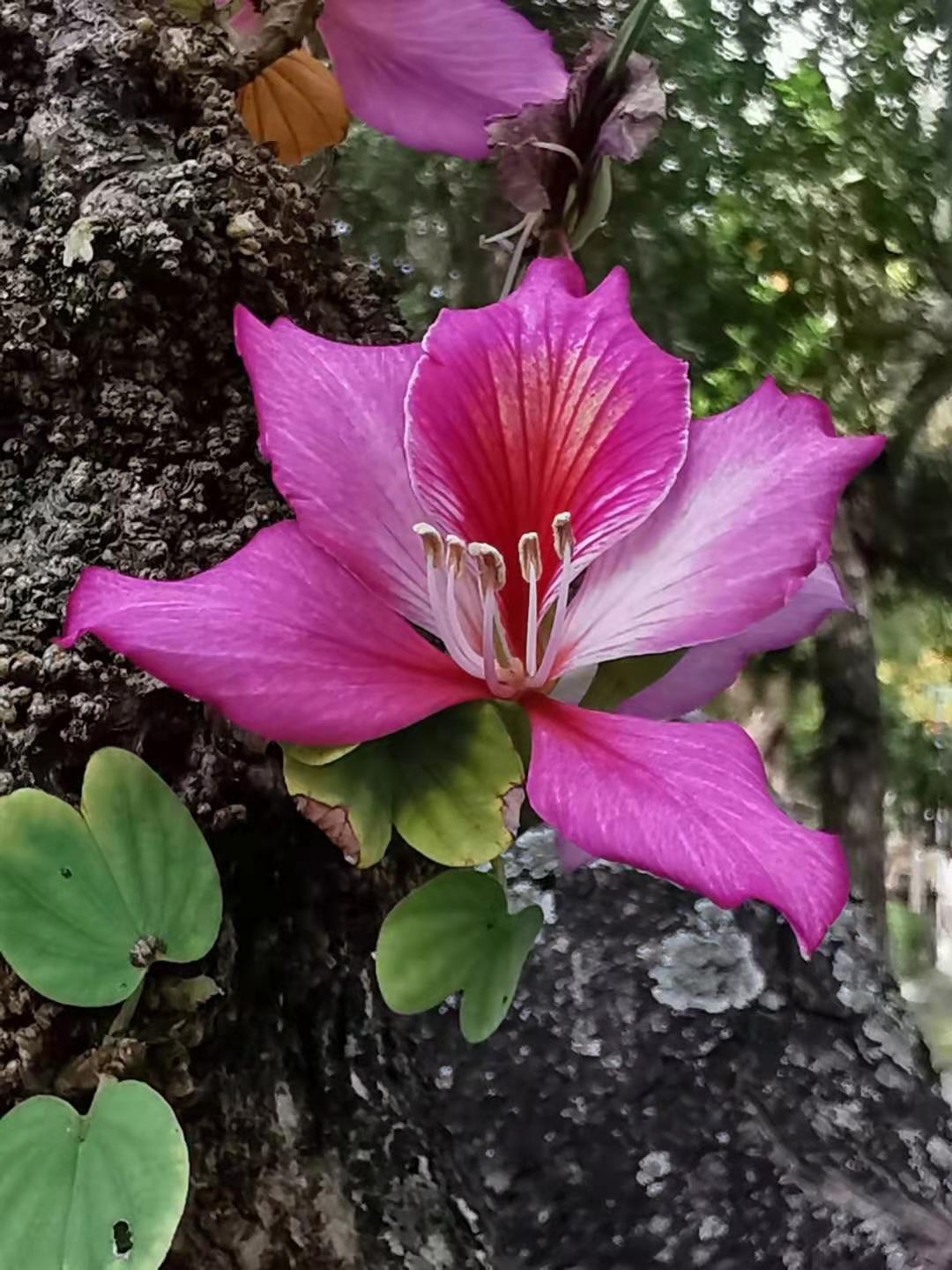
Fleurs et feuilles poussent souvent sur le tronc.
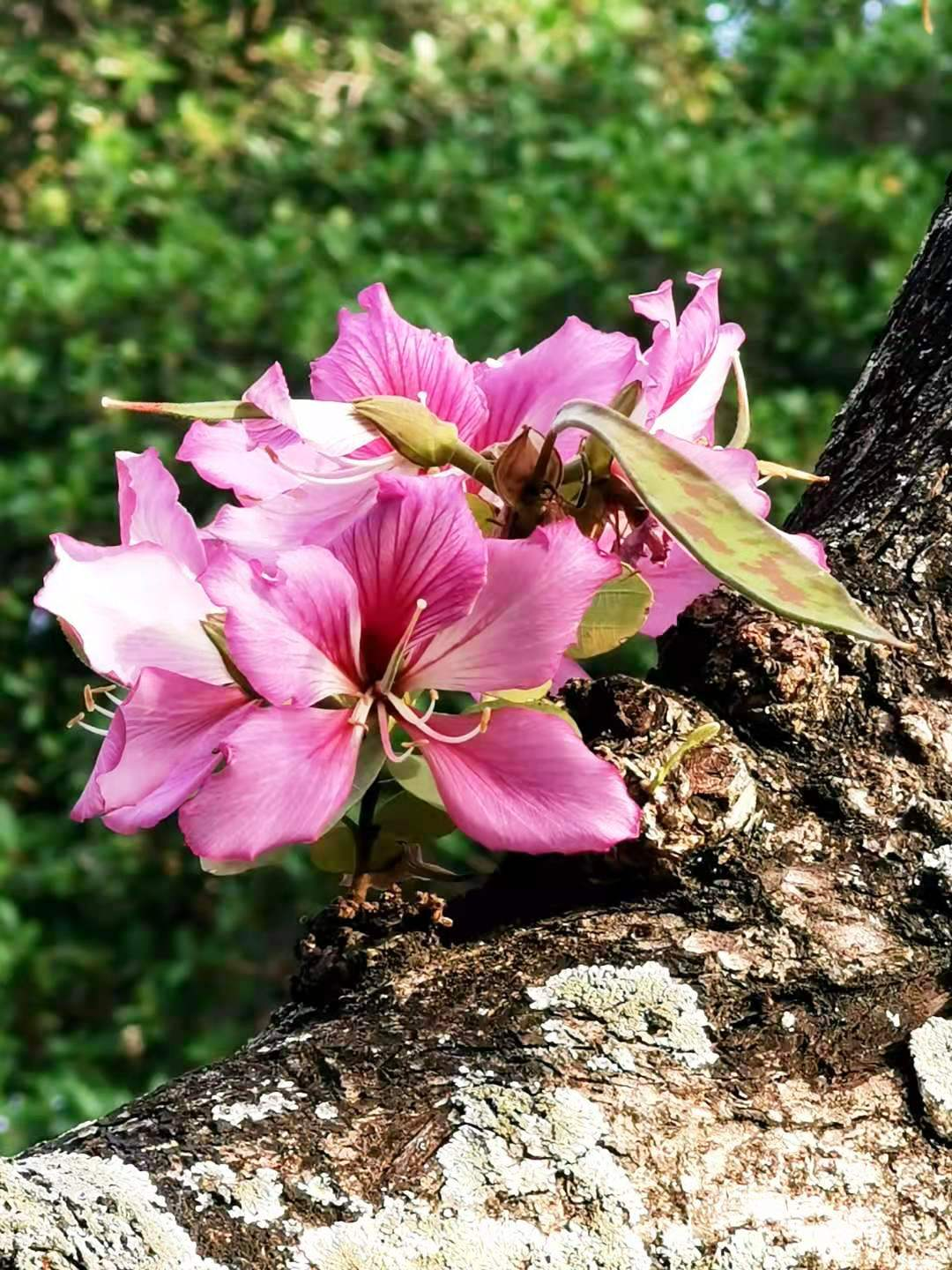
Fruits poussent vite.
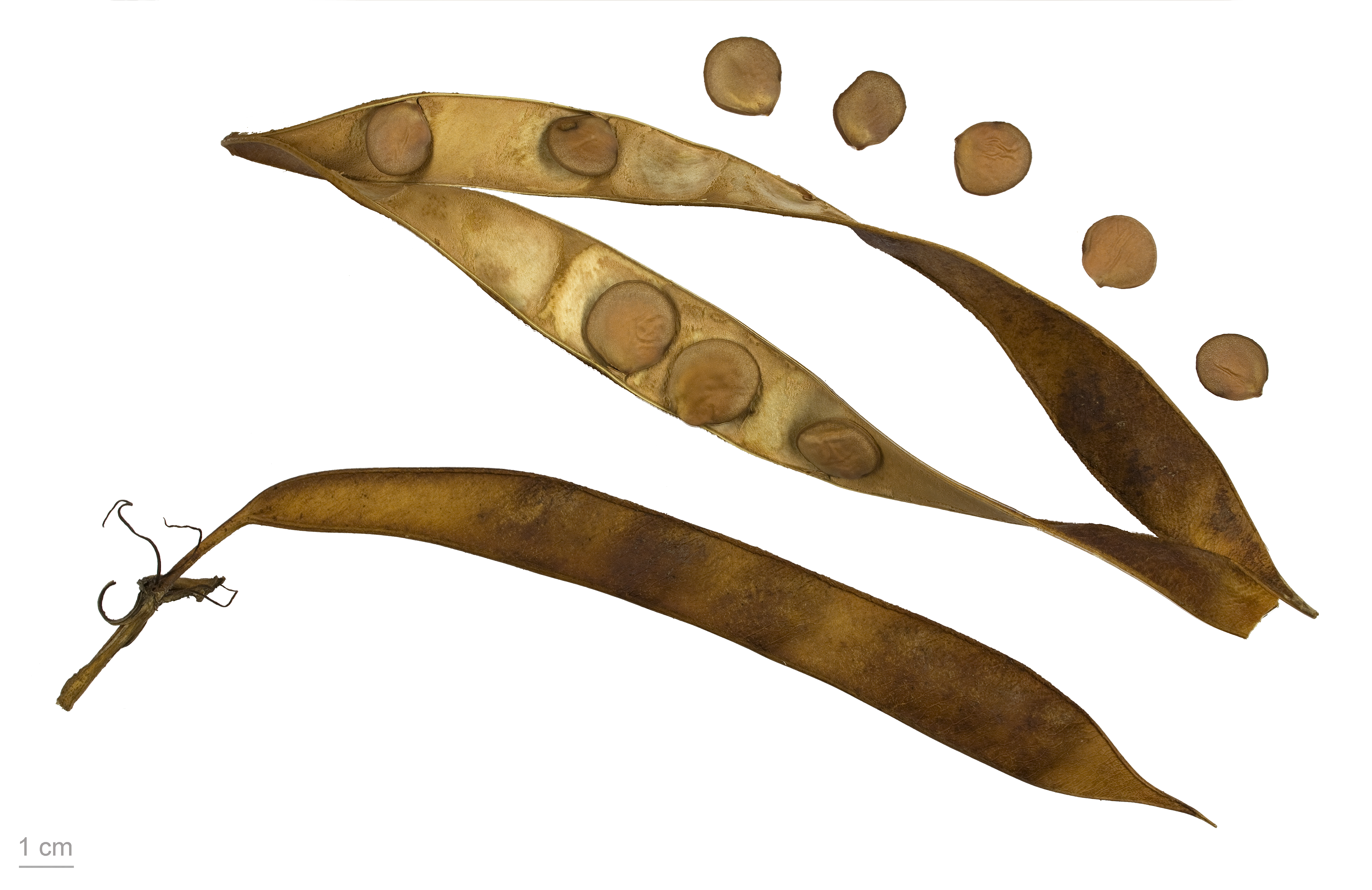
Fruit et graines au Muséum de Toulouse.
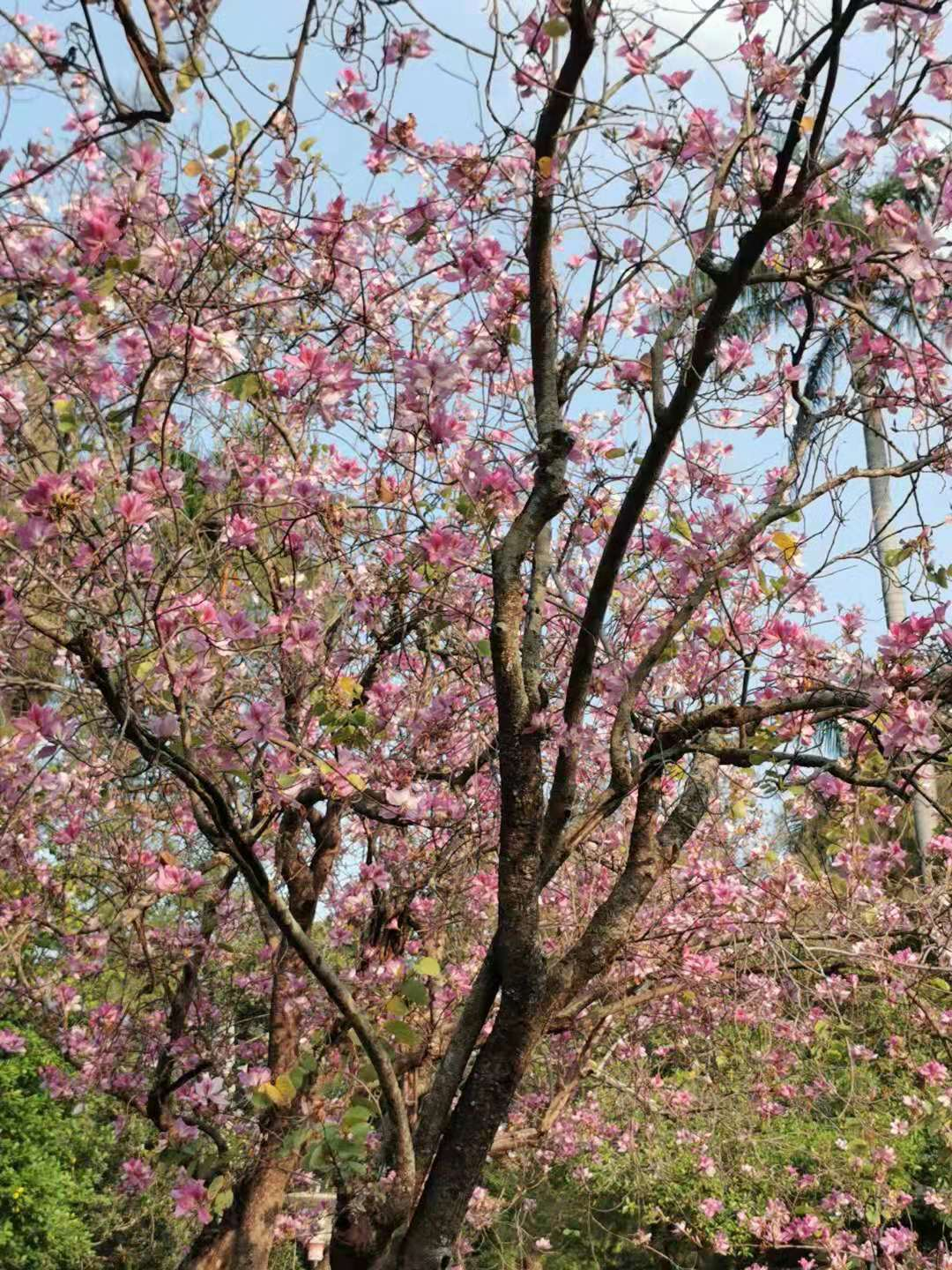
Presque pas de feuilles sur l'arbre durant la floraison. Quant aux B. purpurea et B. blakeana, souvent confondues avec lui, sont feuillues.
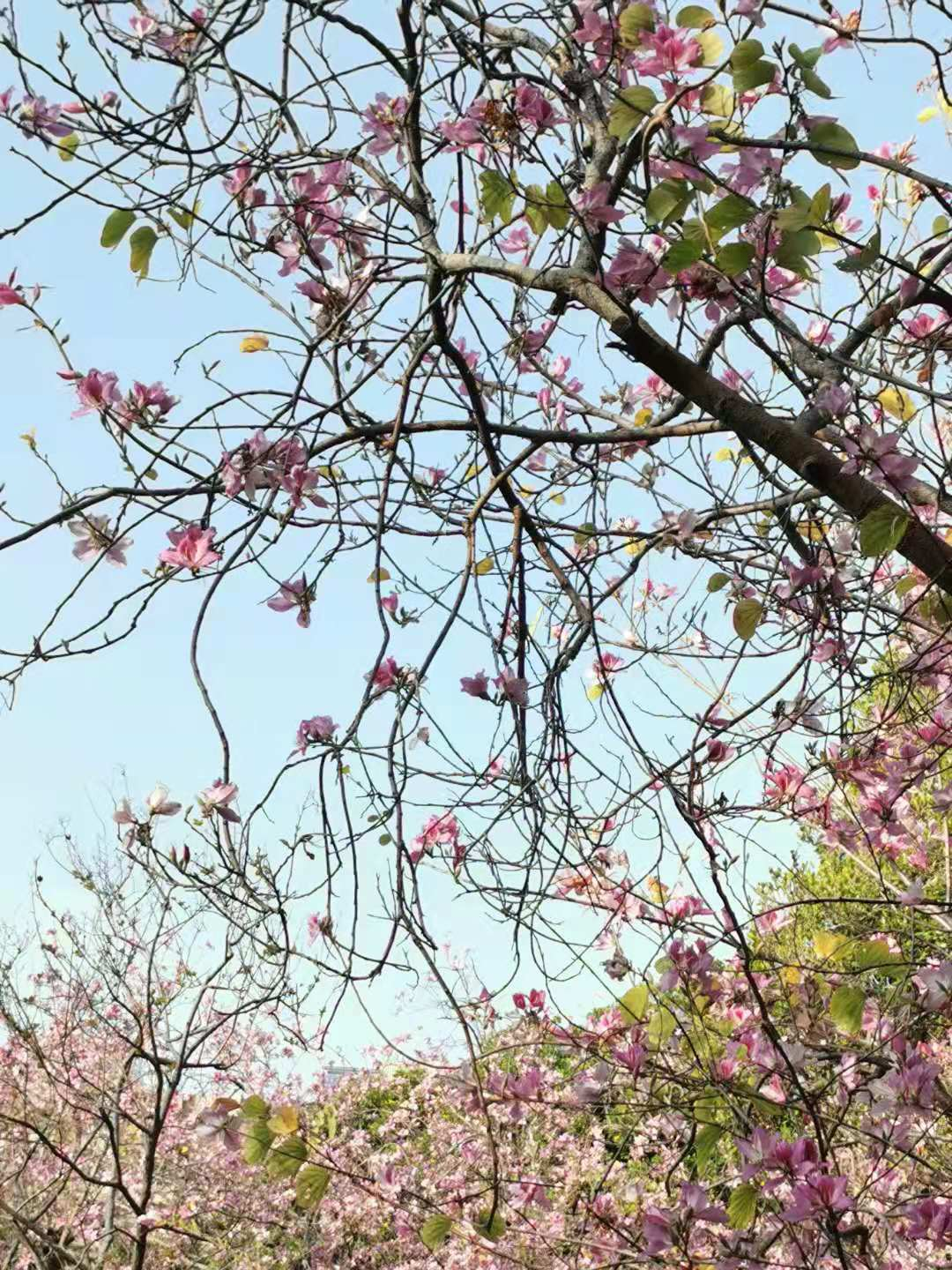
Branches nombreuses et fines.
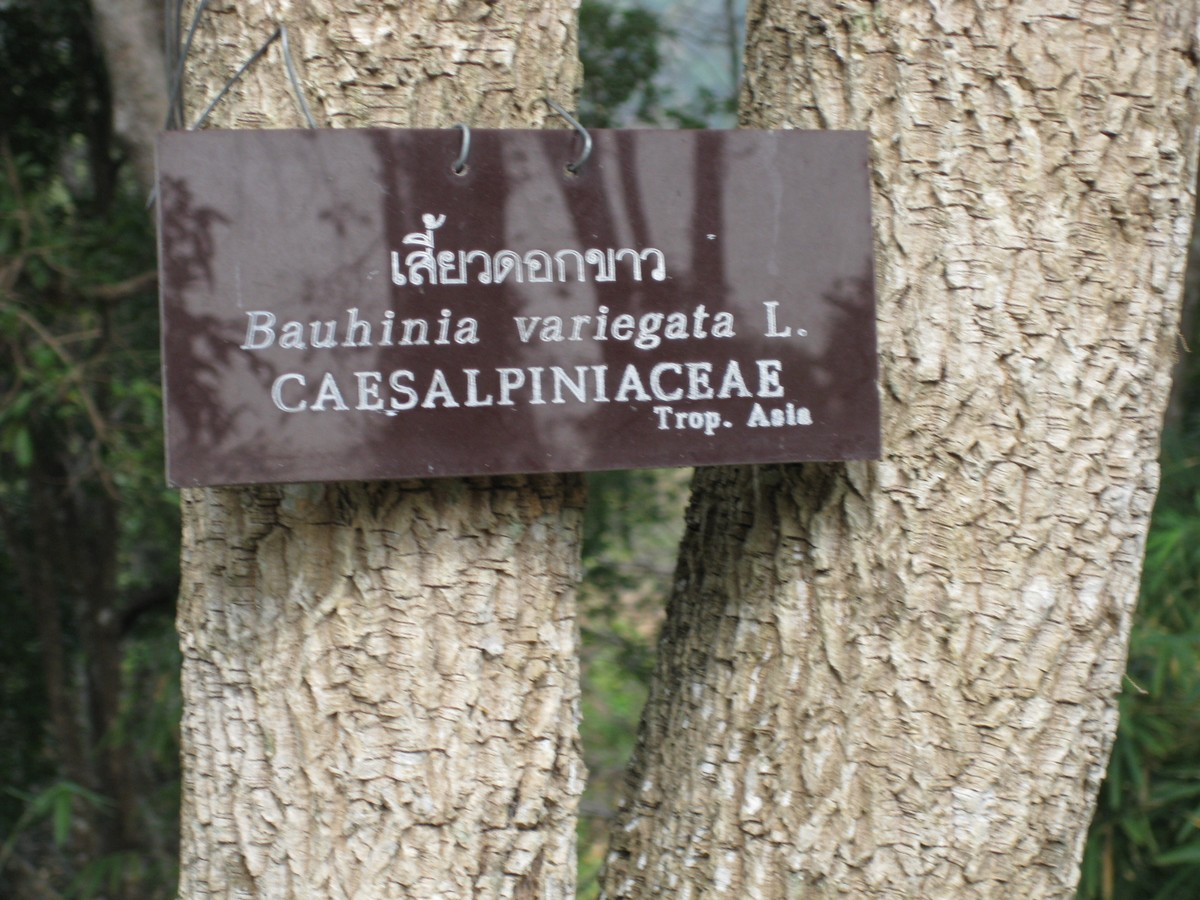
Écorce du tronc.
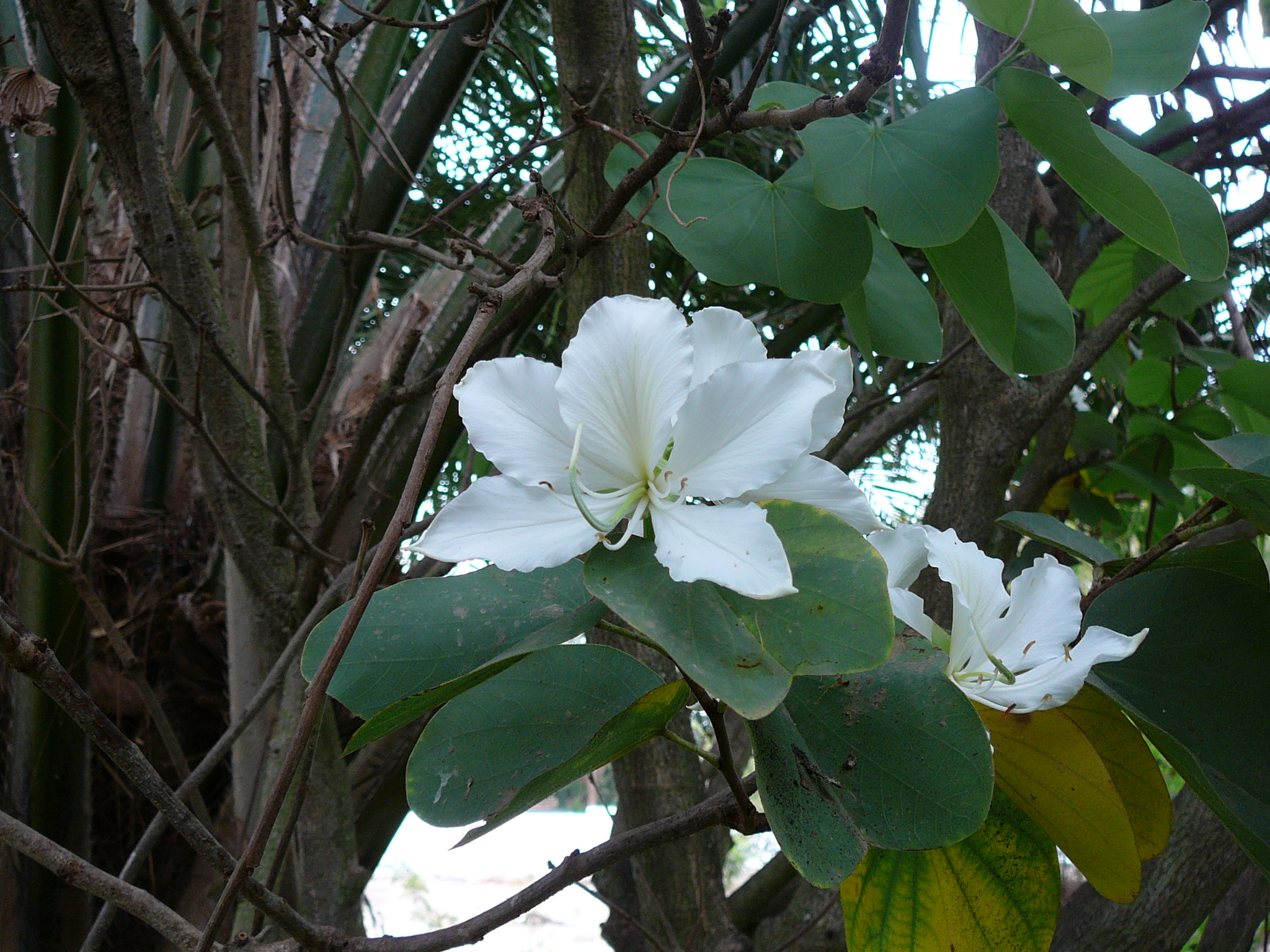
Variété 'candida' : feuilles et fleurs.
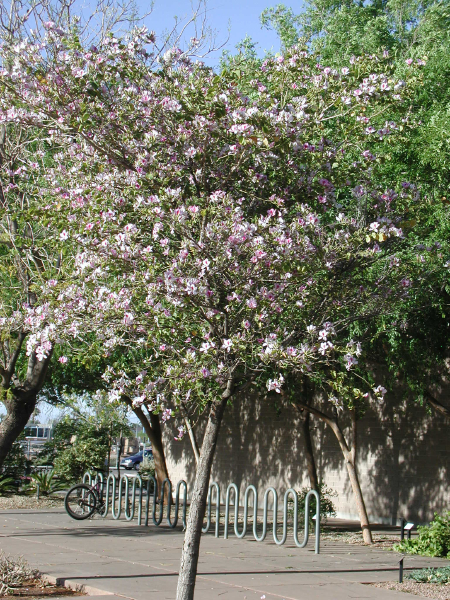